# Rui Nunes de Chacim
Rui Nunes de Chacim foi um Rico-homem do Reino de Portugal, legitimado em 18 de Novembro de 1265 por carta régia.
Viveu durante o reinado de D. Afonso III de Portugal, que se estendeu entre 1219 e 1279, tendo durante este tempo comprado em conjunto com o seu pai dois casais de foro que pertenciam ao rei localizados na freguesia de Santa Maria de Vale Benfeito, concelho de Bragança. Estas propriedades foram-lhe depois atribuídas como honra.

## Relações familiares
Foi filho de D. Nuno Martins de Chacim e de D. Maria Gomes de Briteiros filha de Gomes Mendes de Briteiros (1160 -?) D. Urraca Gomes da Silva (c. 1160 -?). Casou com D. Aldonça Mendes Tavaia filha de D. Martim Pires Tavaia e de Aldonça Pais Marinho, de quem teve:
1. Nuno Rodrigues Bocarro casado com Maria Migueis,
2. João Rodrigues de Chacim, senhor de Chacim e de Meireles,
3. Maria Rodrigues de Chacim (c. 1250 -?) casou em 1258 com Martim Fernandes Barreto (1250- 1316) filho de Fernão Gomes Barreto (1230 -?) e de Sancha Pais (1235 -?).